# Красногорье (Костромская область)
Красного́рье — село в Макарьевском районе Костромской области России. Входит в состав Усть-Нейского сельского поселения.

## География
Село находится в южной части Костромской области, в подзоне южной тайги, на правом берегу реки Унжа, при автодороге 34К-141, на расстоянии приблизительно 17 км (по прямой) к юго-западу от города Макарьев, административного центра района. Абсолютная высота — 94 м над уровнем моря.

### Климат
Климат характеризуется как умеренно континентальный, с умеренно холодной многоснежной зимой и коротким сравнительно тёплым летом. Средняя температура воздуха самого холодного месяца (января) — −12 °C; самого тёплого месяца (июля) — 18 °C . Безморозный период длится около 130 дней. Продолжительность периода активной вегетации растений (выше 10 °C) составляет примерно 110—140 дней. Годовое количество атмосферных осадков —около 600 мм, из которых большая часть выпадает в тёплый период. Снежный покров держится в течение 150—155 дней.

### Часовой пояс
Село Красногорье, как и вся Костромская область, находится в часовой зоне МСК (московское время). Смещение применяемого времени относительно UTC составляет +3:00.

## Население
| 2008 | 2010 | 2014 |
| ---- | ---- | ---- |
| 82   | ↘64  | ↘57  |

### Национальный состав
Согласно результатам переписи 2002 года, в национальной структуре населения русские составляли 85 % из 118 чел.